# Ose (demônio)
Na demonologia, Ose é o grande presidente do Inferno, tendo sob comando três legiões de demônios (trinta, segundo alguns autores, e na Pseudomonarchia Daemonum não há indicação do número de legiões). Ele torna os homens sábios em todas as ciências liberais e dá respostas verdadeiras sobre as coisas divinas e secretas. Ele também traz a loucura a qualquer pessoa, fazendo-na crer que ele/ela é uma criatura ou coisa, conforme o desejo do mágico, ou faz com que pessoa pense que ele é um rei e que ostente uma coroa, ou um Papa. 
Ose é retratado como um leopardo, que depois de um tempo se transforma em um homem. 
Seu nome parece derivar do latim boca, língua, ou 'Incubadora'.
Outras ortografias: Osé, Oze, Oso, Voso.

## Traços adicionais
- Posição Zodíaco : 20 - 30 Graus de Balança
- Outubro dia 13-22
- Carta de Tarô: Quatro de Espadas
- Planeta: Mercúrio
- Elemento: Ar
- Metal: Mercúrio
- Posição: Presidente
- Um demônio da noite.